# Cầu An Hóa
Cầu An Hóa là một cây cầu bắc qua kênh Giao Hòa trên đường tỉnh 883, nối liền hai huyện Châu Thành và Bình Đại thuộc tỉnh Bến Tre, Việt Nam.
Cầu dài 281,4 m, rộng 8 m, gồm 11 nhịp bằng dầm bê tông cốt thép dự ứng lực. Tĩnh không thông thuyền của cầu cao 7 m, rộng 30 m.
Công trình được đưa vào sử dụng từ năm 1998.